# Listă de senatori ai Senatului Statelor Unite ale Americii din statul Montana
Această pagină este o listă de senatori ai Senatului Statelor Unite ale Americii din partea statului Montana.
Statul Montana a fost admis în Uniune la 8 noiembrie 1889. Senatorii din acest stat fac parte din clasele 1 și 2. 
Clasa 1
| Senator           | Partid politic | Din  | Până |
| ----------------- | -------------- | ---- | ---- |
| Wilbur F. Sanders | Republican     | 1890 | 1893 |
| Vacant            |                | 1893 | 1895 |
| Lee Mantle        | Republican     | 1895 | 1899 |
| William A. Clark  | Democratic     | 1899 | 1900 |
| Paris Gibson      | Democratic     | 1901 | 1905 |
| Thomas H. Carter  | Republican     | 1905 | 1911 |
| Henry L. Myers    | Democratic     | 1911 | 1923 |
| Burton K. Wheeler | Democratic     | 1923 | 1947 |
| Zales Ecton       | Republican     | 1947 | 1953 |
| Mike Mansfield    | Democratic     | 1953 | 1977 |
| John Melcher      | Democratic     | 1977 | 1989 |
| Conrad Burns      | Republican     | 1989 | 2007 |
| Jon Tester        | Democratic     | 2007 |      |

Clasa 2
| Senator              | Partid politic | Din  | Până |
| -------------------- | -------------- | ---- | ---- |
| Thomas Charles Power | Republican     | 1890 | 1895 |
| Thomas H. Carter     | Republican     | 1895 | 1901 |
| William A. Clark     | Democratic     | 1901 | 1907 |
| Joseph M. Dixon      | Republican     | 1907 | 1913 |
| Thomas J. Walsh      | Democratic     | 1913 | 1933 |
| John E. Erickson     | Democratic     | 1933 | 1934 |
| James E. Murray      | Democratic     | 1934 | 1961 |
| Lee Metcalf          | Democratic     | 1961 | 1978 |
| Paul G. Hatfield     | Democratic     | 1978 | 1978 |
| Max Baucus           | Democratic     | 1978 |      |

## Vedeți și
- United States Congressional Delegations from Montana